# La Candelaria (Salta)
La Candelaria é um município da província de Salta, na Argentina.